# علف‌انبانی ریجیدا
آتریکالاریا ریجیدا (نام علمی: Utricularia rigida) نام یک گونه از سرده علف‌انبانی است.